# John Eskildsen
John Eskildsen (ur. 21 listopada 1960 w Jebjergu) – duński żużlowiec.

## Życiorys
Wielokrotny reprezentant Danii w eliminacjach indywidualnych mistrzostw świata (najlepszy wynik: Norrköping 1984 – XIII m. w finale skandynawskim). Złoty medalista indywidualnych mistrzostw Danii juniorów (1980). W latach 1981–1988 siedmiokrotny uczestnik finałów indywidualnych mistrzostw Danii (najlepszy wynik: Brovst 1984 – srebrny medal). 
W lidze brytyjskiej reprezentował kluby: Birmingham (1980-1982), Hull (1981), Eastbourne (1983, 1984) oraz Wolverhampton (1985-1987).